# Stillahavsparakit
Stillahavsparakit (Psittacara strenuus) är en fågel i familjen västpapegojor inom ordningen papegojfåglar.

## Utseende och läte
Stillahavsparakiten är en rätt stor parakit med helgrön fjäderdräkt (dock ibland med ett fåtal orangefärgade fläckar på huvud och hals). Näbben är förhållandevis kraftig och ljus, och stjärten är spetsig. I fält är den mycket svår att skilja från grön parakit, men dessa delar inte utbredningsområde. Från elfenbensparakiten skiljer den sig genom större storlek, enfärgat huvud och avsaknad av blått i vingen.

## Utbredning och systematik
Fågeln förekommer i arida låglandsområden från östra Oaxaca sydöstra Mexiko till södra Nicaragua. Tidigare behandlades den som underart till grön parakit (P. holochlorus) och vissa gör det fortfarande.

### Släktestillhörighet
Tidigare placerades arten i släktet Aratinga, men detta har delats upp i flera mindre släkten efter genetiska studier.

## Levnadssätt
Stillahavsparakiten hittas i låglänta områden där den föredrar tropiska skogar och plantage. Den påträffas ofta i rätt stora flockar.

## Status
IUCN erkänner den inte som egen art, varför dess hotstatus inte bedömts.